# モーニング・グローリー (オアシスの曲)
「モーニング・グローリー」（原題：Morning Glory）は、1995年にオアシスが発表した楽曲、および同曲を収録したシングル。オーストラリアのみで一般発売され、アメリカのラジオ局向けにプロモーション盤が制作された。

## 概要
ノエル・ギャラガーの作詞・作曲。アルバム『モーニング・グローリー』からのシングルであるが、アルバム・バージョンとは違い次の曲とつながっていないため厳密にはシングル・バージョンである。カップリング曲はすべてシングル「ロール・ウィズ・イット」のB面曲と同一である。
オーストラリアのシングルチャートでは25位、アメリカのビルボードモダン・ロックチャートでは24位を記録。

## 収録曲
- CD 662488 2
  1. モーニング・グローリー - "Morning Glory" - 5:01
  2. イッツ・ベター・ピープル - "It's Better People" - 3:59
  3. ロッキン・チェアー - "Rockin' Chair" - 4:35
  4. リヴ・フォーエヴァー - "Live Forever" (Live at Glastonbury '95) - 4:39
1995年6月23日のグラストンベリー・フェスティバルにて録音されたライブ・バージョン

## チャート
| チャート (1995年)                        | 最高位 |
| ---------------------------------------- | ------ |
| オーストラリア (ARIA)                    | 25     |
| カナダ ロック/オルタナティヴ (RPM)       | 4      |
| ニュージーランド (Recorded Music NZ)     | 29     |
| スコットランド (Official Charts Company) | 84     |
| イギリス (OCC)                           | 147    |
| US Alternative Airplay (Billboard)       | 24     |

| チャート (1995年)                  | 順位 |
| ---------------------------------- | ---- |
| オーストラリア (ARIA)              | 76   |
| カナダ ロック/アルタナティヴ (RPM) | 18   |

## 認定
| 国/地域                                                       | 認定 | 認定/売上数 |
| ------------------------------------------------------------- | ---- | ----------- |
| オーストラリア (ARIA)                                         | Gold | 35,000^     |
| イギリス (BPI)                                                | Gold | 400,000     |
| ^ 認定のみに基づく出荷枚数 · 認定のみに基づく売上数と再生回数 |      |             |